# Gauner gegen Gauner (Film)
Gauner gegen Gauner (Originaltitel: Ripoux contre ripoux) ist eine französische Filmkomödie von Claude Zidi aus dem Jahr 1990. Es handelt sich um die Fortsetzung von Die Bestechlichen.

## Handlung
Der alte René Boirond und sein junger Kollege François Lesbuche sind seit vielen Jahren Polizisten im Pariser Stadtteil Montmartre. Nach Jahren des Trainings hat René den ursprünglich vorbildlichen Polizisten François dazu bekommen, bestechlich zu werden, und beide haben sich damit gut eingerichtet. Da sich René dem Pferdewetten verschrieben hat und immer wieder daneben liegt, ist er zudem auf Gelder der Verkäufer der Gegend angewiesen. François jedoch möchte endlich ehrlich werden, da er die Prüfung zum Kommissar ablegen will. René will ihm beweisen, dass niemand wirklich ehrlich ist und verhaftet den Erstbesten, den sie treffen. Es ist Michel Blanchard, Direktor der Banque National du Commerce. Als beide während des Verhörs schon glauben, den einzig ehrlichen Menschen von Paris verhaftet zu haben, will Blanchard plötzlich eine Aussage machen und René lässt ihn laufen. Kurz darauf stellen sie einen Dieb, der in einem Laden Geld gestohlen hat. Sie nehmen ihm das Geld ab und lassen ihn laufen. François verzichtet aufgrund seiner neuen Ehrlichkeit darauf, das Geld zu behalten, und bringt es mit Renés Anteil zur Verkäuferin zurück. Die entpuppt sich als frühere Geliebte Renés, die von ihm sitzengelassen wurde. Der Dieb wird von einer anderen Streife verhaftet und die Verkäuferin behauptet, das gestohlene Geld nicht erhalten zu haben. Da René und François gegen verschiedene Dienstvorschriften verstoßen haben, werden sie verhaftet. Sämtliche Händler der Gegend packen nun gegen sie aus, berichten von jahrelangen Schmiergeldzahlungen und sonstigen Geschenken, die sie beiden machen mussten. Kurzerhand werden sie nun für die Dauer der Untersuchung des Falls vom Dienst suspendiert. Ihre Ersatzmänner sind mit Guy Brisson und Jean-Pierre Portal schnell gefunden.
Während sich René und François aufs Land zu einem Freund zurückziehen, sollen sie sich doch bis zur Klärung ihres Falls nicht mehr in Paris blicken lassen, setzen Brisson und Portal die Methoden der beiden in noch heftigerem Maß fort. Sie erpressen höhere Schmiergelder, die die Händler an den Rand des Ruins treibt, fingieren Einbrüche, um bisherige Abgabeverweigerer „umzustimmen“ und zwingen Händler, ihre falschen Geschäfte sogar noch zu erweitern, damit sie mehr Geld erpressen können. Bald haben die Händler des Montmartre genug und schicken eine Abordnung zu René und François, um sie zurück nach Paris zu holen. Beide sollen ihren Ersatzmännern das Handwerk legen.
Zurück in Paris werden beide bereits von Brisson und Portal erwartet und öffentlich gefilzt. In den Folgetagen machen beide vor allem René das Leben schwer, versuchen sie doch, François auf ihre Seite zu ziehen. François spielt ihr Spiel mit und René, der ihn von Freunden überwachen lässt, glaubt immer stärker, François verloren zu haben. Auch seine Freundin Natacha erkennt François bald nicht mehr wieder und wendet sich sorgenvoll an René. Der lässt François überbringen, dass er angeschossen wurde und im Sterben liege. Sofort begibt sich François zu ihm, woraufhin beide von Brisson und Portal festgenommen werden: Sie haben François nie geglaubt und ihm nun Drogen untergeschoben. Beim Verhör gibt François alle Schuld René und berichtet den zwei Polizisten von jeder kleinen Verfehlung seines Kollegen. Dies war jedoch nur ein Vorwand, um Brisson und Portal zu überwältigen und mit René fliehen zu können. In der Folgezeit leben beide auf der Flucht vor der Polizei, beobachten Brisson jedoch eines Tages, wie er zahlreiche Umschläge seiner Mutter übergibt. Die bringt sie in ein Schließfach in der Banque National du Commerce. Beide erinnern sich an Bankdirektor Michel Blanchart, den sie nun aufsuchen und der sich kooperativ zeigt, um nicht ins Gefängnis zu kommen. In einer nächtlichen Aktion brechen sie in der Bank und in Brissons Schließfach ein und nehmen das Geld an sich. Ein Mitwisser alarmiert unterdessen Brisson und Portal, dass in der Bank eingebrochen wird. Als die Polizisten den Tresorraum betreten, sind René und François zu Stelle und schließen sie ein. Anschließend alarmieren sie die Polizei, die Brisson und Portal auf frischer Tat ertappt. Mit dem Geld der beiden wollen sich René und François aufs Land absetzen, werden jedoch von der Polizei zurück nach Paris gebracht. Hier eröffnet ihnen der Polizeipräfekt, dass sämtliche Aussagen der Händler zurückgezogen wurden – ihr Versprechen dafür, dass sie Brisson und Portal das Handwerk gelegt haben – und dass die erfolgreiche Festnahme von Brisson und Portal ihnen eine Beförderung eingebracht habe: eine Stelle in der Dienstaufsichtsbehörde. François will die Gelegenheit nutzen und das in der Bank erbeutete Geld zurückgeben. Er gibt dem Präfekten die Tasche mit dem Geld mit der Aussage, dass er sich sofort von einem Laster der Vergangenheit trennen werde. René hat die Tasche jedoch unbemerkt mit seinen Wettzeitungen gefüllt und der Präfekt ist erfreut, dass François nie mehr beim Pferderennen wetten will.

## Produktion
Gauner gegen Gauner entstand als Fortsetzung der Filmkomödie Die Bestechlichen, die 1984 in die französischen Kinos gekommen war. Die Fortsetzung wurde 1989 in Paris gedreht. Die Kostüme schuf Olga Pelletier, die Filmbauten stammten von Françoise de Leu. Der Film kam am 7. Februar 1990 in die französischen Kinos und lief am 31. Mai 1990 auch in den deutschen Kinos an. Am 17. Dezember 1990 erschien der Film auf Video; am 1. Dezember 1991 war er auf dem Pay-TV-Sender Premiere erstmals im Fernsehen zu sehen. Im Jahr 2005 erschien der Film auf DVD.

## Kritik
„Trotz einiger inszenatorischer Kabinettstückchen und dem überzeugenden Spiel der Hauptdarsteller wird die Leichtigkeit des Originals nicht mehr erreicht“, schrieb der film-dienst. „Spaßiger Krimi mit ’nem Schuss Satire“, fasste Cinema zusammen.